# 朱昭
參數所指定的目標頁面不存在，建議更正成存在頁面或直接建立下列一個頁面（建立前請先搜尋是否有合適的存在頁面可以取代）：
- 朱昭 (宋朝)

朱昭（？—？），直隶鎮朔衛軍籍，山西太平縣（今屬襄汾縣）人。明朝政治人物。

## 生平
正德二年（1507年）丁卯顺天府乡试举人，九年（1514年）甲戌科三甲129名進士。授江西鄱阳县知县，改官黎平縣知縣。陞太仆寺丞。